# لا روش-گیون
لا روش-گیون (فرانسوی: La Roche-Guyon‎؛ ‏تلفظ فرانسوی: [la ʁɔʃ ɡɥijɔ̃] ()) یک کمون در دپارتمان ول-دوآز، واقع در ناحیهٔ ایل-دو-فرانس در شمالِ فرانسه است. این کمون در حدود ۵۸ کیلومتر با پاریس فاصله دارد.